# Stazione di Ōmi-Takashima
La stazione di Ōmi-Takashima (近江高島駅?, Ōmi-Takashima-eki) è una stazione ferroviaria della città di Takashima, nella prefettura di Shiga in Giappone. La stazione è gestita dalla JR West e serve la linea Kosei sulla sponda occidentale del lago Biwa.

## Linee
JR West
■ Linea Kosei

## Struttura
La stazione è costituita da due marciapiedi laterali con 2 binari su viadotto. 
Per quanto riguarda il traffico, per tutto il giorno alla stazione fermano circa 4 treni all'ora con rinforzi alle ore di punta.
| 1 | ■ Linea Kosei | per Ōmi-Imazu e Tsuruga      |
| 2 | ■ Linea Kosei | per Yamashina, Kyoto e Ōsaka |

## Stazioni adiacenti
| «            | Servizio      | »           |
| Linea Kosei  | Linea Kosei   | Linea Kosei |
| ------------ | ------------- | ----------- |
| Kita-Komatsu | Tutti i treni | Adogawa     |